# John Beasley Greene
Pour les articles homonymes, voir John Beasley, Beasley et Greene.
John Beasley Greene, aussi appelé John B. Greene (Ingouville, Le Havre, 20 juin 1832 - Le Caire, 29 novembre 1856), est un égyptologue et un photographe primitif américain.

## Biographie
John Beasley Greene naît en 1832 à Ingouville, une ancienne commune rattachée au Havre, de parents américains mariés en 1823 au Havre. Il a deux sœurs, nées en 1824 et 1826. Sa mère, Marie Regina Dejoye, est née à Philadelphie. Son père, un banquier du nom de John Bulkley Greene né à Concord (New Hampshire), dirige la filiale havraise de la banque Welles & Williams. 
Peu après la naissance de John Beasley, la famille quitte Le Havre pour Paris, et s'installe au 10 rue de la Grange-Batelière dans le IXe arrondissement. On sait peu de choses de sa jeunesse. Il développe deux grandes passions : la photographie et l'archéologie égyptienne. Son père meurt en 1850. En 1852, Gustave Le Gray lui enseigne la technique photographique, et notamment celle du négatif sur papier ciré sec,. Il apprend la lecture des hiéroglyphes avec l'égyptologue Emmanuel de Rougé, futur successeur de Jean-François Champollion à la tête du département d’égyptologie du Louvre. En 1853, il devient membre de la prestigieuse Société asiatique. 
Grâce à l'aisance financière familiale dont il bénéficie, John B. Greene peut financer un premier voyage en Égypte de novembre 1853 à mai 1854, le long du Nil, jusqu’à la seconde cataracte. Il en rapporte de nombreuses photographies et, en hommage à l'Académie des inscriptions et belles-lettres, en fait don de certaines, représentant des inscriptions hiéroglyphiques, à la bibliothèque de l'Institut de France. Il est l'un des membres fondateurs de la Société française de photographie qui voit le jour le 15 novembre 1854,. La même année, près d'une centaine de ses tirages sont publiés dans un album imprimé par Blanquart-Evrard, sous le titre Le Nil : monuments, paysages, explorations photographiques.
En 1855, il retourne en Égypte muni d'un firman l'autorisant à engager des fouilles au temple de Ramsès III à Thèbes. Il y dégage une petite chapelle et un tombeau datant de la XVIIIe dynastie, ainsi qu'un calendrier dont Champollion avait commencé à recopier les inscriptions hiéroglyphiques. À son retour, il publie Fouilles exécutées à Thèbes dans l'année 1855. Il est récompensé à l'issue de l'Exposition universelle, qui s'est tenue à Paris du 15 mai au 15 novembre 1855 : tout comme Maxime Du Camp, il reçoit au titre de coopérateur une médaille de deuxième classe, dans la section « Photographie », pour ses photographies d’Égypte. 
Il est en Algérie à la fin de l'année 1855 et au début de l'année 1856, et y photographie les campagnes de fouilles du tombeau de la Chrétienne dirigées par Adrien Berbrugger. À la fin de l'année, il repart une troisième fois en Égypte pour poursuivre ses recherches, mais décède au Caire le 29 novembre, peu après son arrivée. Plusieurs sources contemporaines évoquent la tuberculose. La nouvelle de la mort à 24 ans de ce jeune savant prometteur est reprise dans la presse et déplorée,. Il est enterré au cimetière du Père-Lachaise, division 45, avec son père,.
Après sa mort, il tombe rapidement dans l'oubli et son travail n'est redécouvert que dans les années 1970.

## Photographies

Vue de Louxor, Cleveland Museum of Art
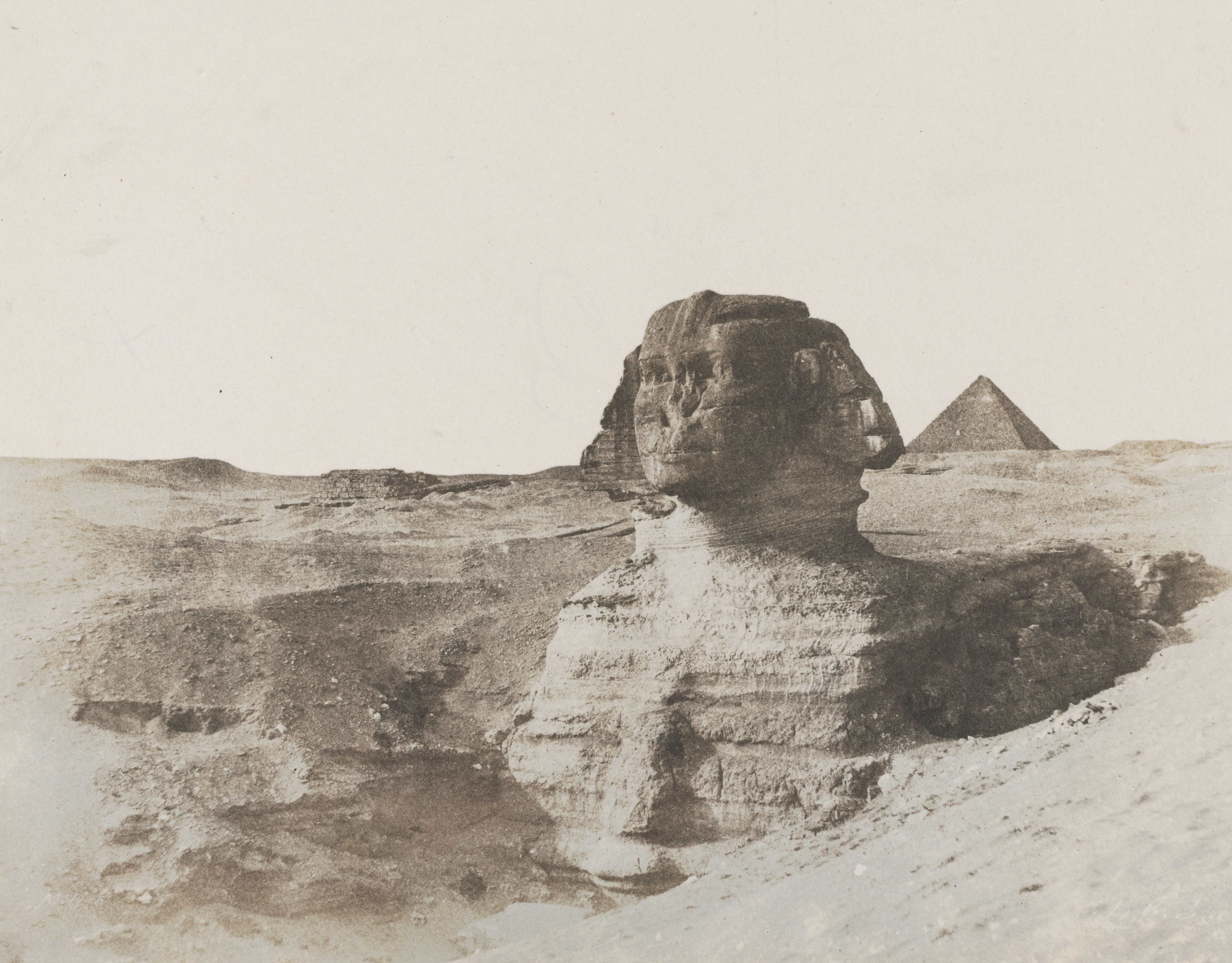
Le Sphinx, Cleveland Museum of Art
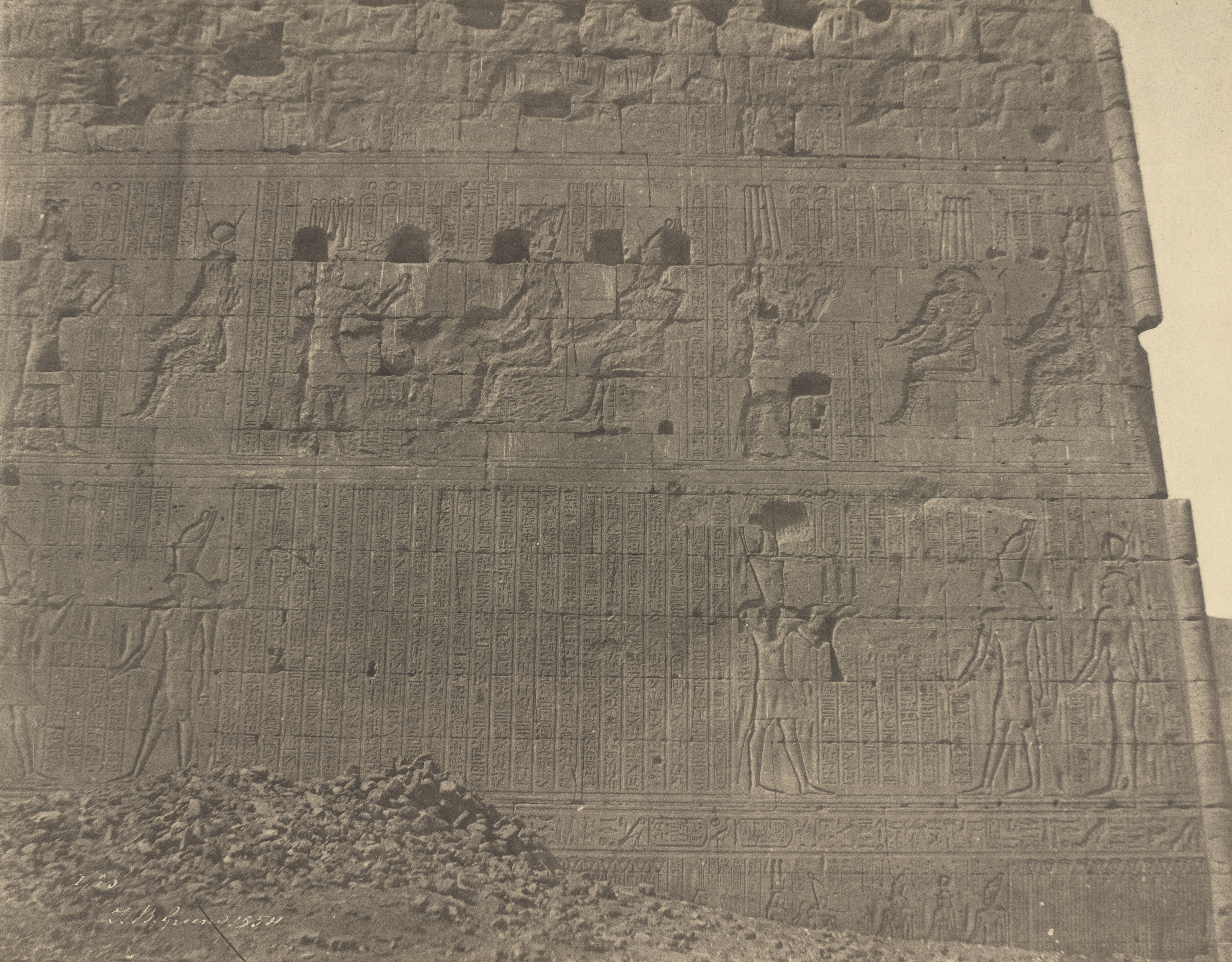
Temple d'Horus à Edfou : sculptures et inscriptions sur la face orientale, 1854, National Gallery of Art
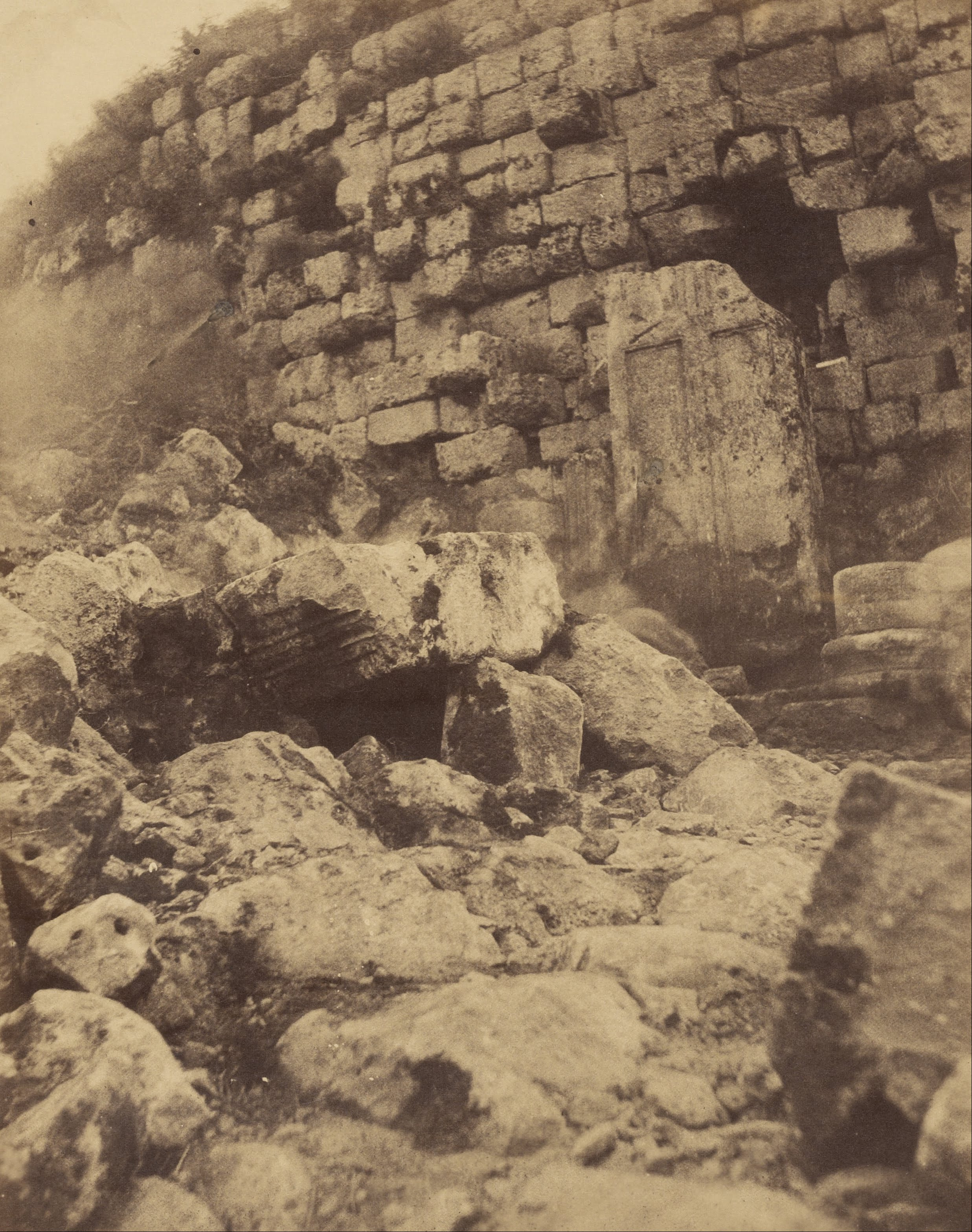
Tombeau de la Chrétienne, Algérie, janvier 1856,Getty Center
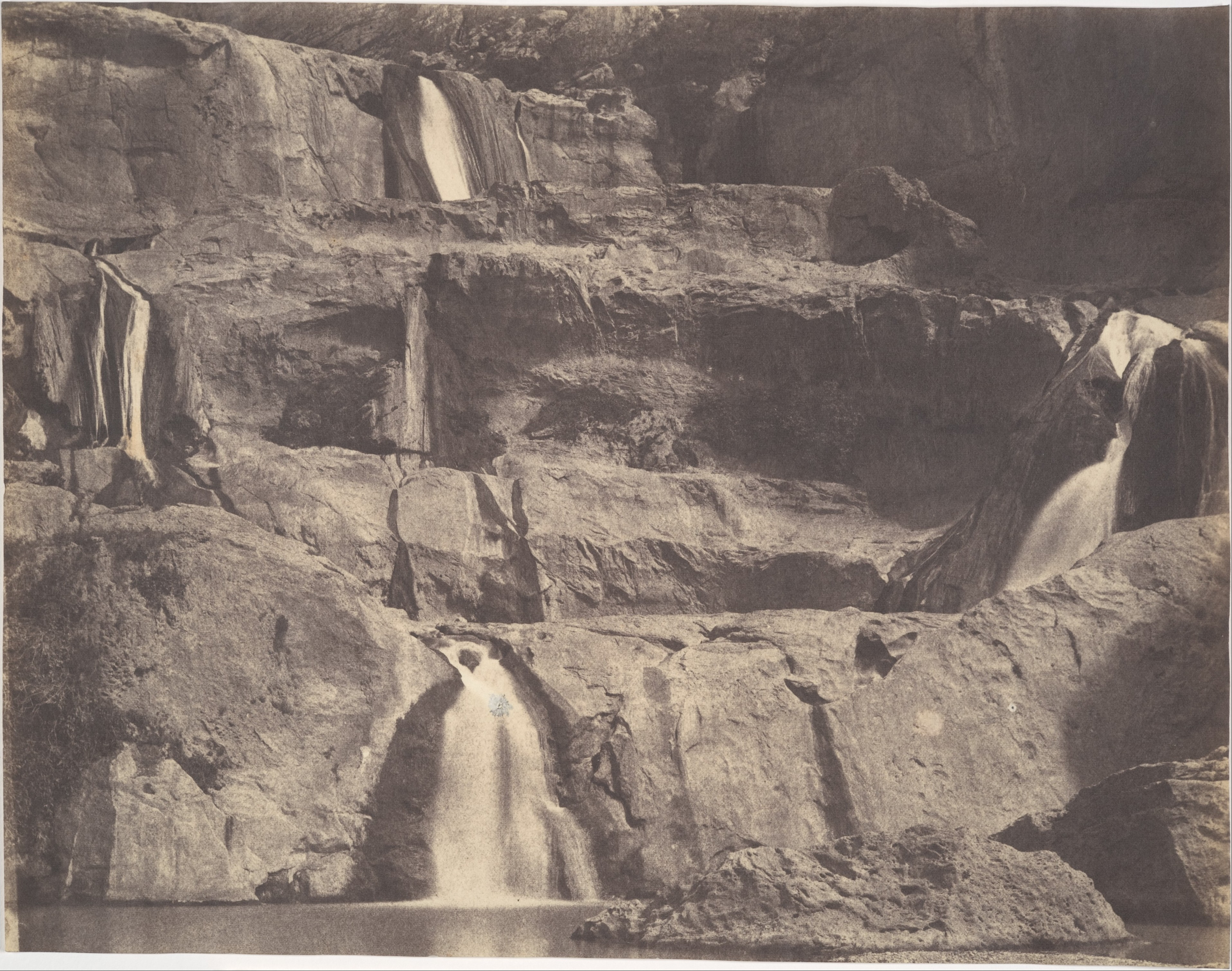
Constantine, Algérie, 1853-1854, Metropolitan Museum of Art

## Publications
- Le Nil : monuments, paysages, explorations photographiques, Lille, Imprimerie photographique de Blanquart-Évrard, 1854
- Recueil. Photographies positives. Œuvre de John B. Greene, vers 1854
- Fouilles exécutées à Thèbes dans l'année 1855, Firmin-Didot frères, 1855 (avec 8 planches de Théodule Charles Devéria)